# Poa nobilis
Poa nobilis är en gräsart som beskrevs av Skalinska. Poa nobilis ingår i släktet gröen, och familjen gräs. Inga underarter finns listade i Catalogue of Life.